# Christa Binder
Christa Binder (* 24. August 1947 in Wien) ist eine österreichische Mathematikhistorikerin.

## Leben
Binder studierte Mathematik an der Universität Wien, wo sie 1971 bei Edmund Hlawka (und Leopold Schmetterer) promoviert wurde (Über einen Satz von de Bruijn und Post). Sie war ab 1971 Assistentin an der Universität Wien und veröffentlichte über Zahlentheorie (Theorie der Gleichverteilung mod 1), wandte sich dann aber der Mathematikgeschichte zu, die sie ab 1986 an der Technischen Universität Wien lehrte. Seit 1991 war sie dort wissenschaftliche Beamtin (wiss. Oberrätin).

## Forschungen und Veranstaltungen
Sie befasst sich insbesondere mit Mathematik in Österreich, sowohl im 19. und 20. Jahrhundert (u. a. Olga Taussky-Todd, Hilda Geiringer, Johann Radon, Hlawka) als auch in der frühen Neuzeit (erste und zweite Wiener Schule, Georg von Peuerbach, Regiomontanus, Johannes von Gmunden, Heinrich Schreiber, Georg Tannstetter u. a.), und mit Geschichte der Zahlentheorie und der regulären Körper.
Binder ist im Vorstand der Österreichischen Gesellschaft für Wissenschaftsgeschichte und organisierte viele Symposien zur Geschichte der Mathematik (in Neuhofen an der Ybbs, Miesenbach und Mönichkirchen).

## Schriften
- Mit Edmund Hlawka, Peter Schmitt: Grundbegriffe der Mathematik, Prugg, Wien 1979, ISBN 3-85385-038-3.
- Mathematik für Kartographen. Geographisches Institut der Universität Wien, Wien 1976, OCLC 3709950.
- mit Martina Bečvářová: Mathematics in the Austrian-Hungarian Empire: proceedings of a symposium held in Budapest on August 1, 2009 during the XXIII ICHST. Univerzita Karlova Matematicko-Fyzikální Fakulta / Faculty of Mathematics and Physics, Charles University (= History of mathematics, Band 41), Karlsuniversität, Matfyzpress, Prag 2011, ISBN 978-80-7378114-9.
- Vor 100 Jahren: Mathematik in Wien. (PDF; 1,8 MB). Internationale Mathematische Nachrichten, Nr. 193, 2003. S. 1–20.
- Die erste Wiener Mathematische Schule (Johannes von Gmunden, Georg von Peuerbach). In: Rainer Gebhardt, Helmuth Albrecht: Rechenmeister und Cossisten der frühen Neuzeit. Adam-Ries-Bund, Annaberg-Buchholz, Band 7, 1996, ISBN 3-86012-031-X.
- Die Zweite Wiener Mathematische Schule. In: Karl Röttel: Ad Fontes Arithmeticae at Algebrae, Festschrift zum 70. Geburtstag von Wolfgang Kaunzner (= Bad Staffelsteiner Schriftenreihe, Band 7). Polygon, Buxheim / Eichstätt 1998, ISBN 3-928671-20-0 (Polygon) / ISBN 3-9802943-6-6 (Stadt Staffelstein).
- mit Günter Krapp, Brigitte Rapp: Texte lesen, auswerten und schreiben, Krapp & Gutknecht Verlag, Rot an der Rot 2001, ISBN 3-932609-21-2.
- Austria. Artikel in: Joseph Dauben, Christoph Scriba (Hrsg.): Writing the history of mathematics. Birkhäuser, Basel 2002, ISBN 3-7643-6167-0 (englisch).
- Austria and Hungary. In: Ivor Grattan-Guinness (Hrsg.): Companion Encyclopedia of the History of the Mathematical Sciences. Routledge, London / New York, NY 1994, ISBN 0-415-03785-9 (englisch).